# Sân bay quốc tế Rhodes
Sân bay quốc tế Rhodes, "Diagoras" (tiếng Hy Lạp: Κρατικός Αερολιμένας Ρόδου, "Διαγόρας") hay Sân bay quốc tế Diagoras (IATA: RHO, ICAO: LGRP) là một sân bay ở đảo Rhodes của Hy Lạp. Sân bay cách thành phố Rhodes 14 km về phía tây nam, gần làng Paradisi.
Đây là sân bay tấp nập thứ 4 ở Hy Lạp tính về lượng khách. Sân bay này bắt đầu hoạt động năm 1977, thời điểm hoàn tất xây dựng để thay thế sân bay cũ ở khu vực Maritsa. Sân bay này có diện tích 31.000 m². Nhà ga mới được khai trương năm 2005.

## Các hãng hàng không và các tuyến điểm
- Aegean Airlines (Athena,Tel Aviv, Thessaloniki, Rome-Fiumicino)
- Air Italy Polska (Warszawa) [theo mùa]
- Arkefly (Amsterdam)
- Austrian Airlines (Viên)
- Condor Airlines (Düsseldorf, Frankfurt, Hanover, Leipzig/Halle, Munich, Stuttgart)
- Corsairfly (Paris) [seasonal]
- Cyprus Airways (Heraklion, Larnaca)
- easyJet (London-Gatwick)
- Europe Airpost (Paris, Basel, Lyon) [theo mùa]
- Germanwings (Köln/Bonn)
- Hello (Basel/Mulhouse, Zurich) [theo mùa]
- Jetairfly (Bruxelles, Liège [theo mùa])
- Jet2.com (Newcastle)
- Luxair (Luxembourg)[theo mùa]
- Martinair (Amsterdam)
- Olympic Airlines (Athens, Thessaloniki, Karpathos, Kasos, Kastelorizo, Kos, Leros, Astypalaia, Samos, Chios, Mytilene, Heraklion, Limnos)
- Sky Express (Greece) (Heraklion, Santorini, Chania)
- Sun d'Or International Airlines (Tel Aviv)
- transavia.com (Amsterdam, Rotterdam, Eindhoven, Maastricht, Groningen, Twente)
- TUIfly (Berlin-Tegel, Bremen, Köln/Bonn, Frankfurt, Leipzig/Halle, Nuremberg, Stuttgart, Zweibrücken, Basel/Mulhouse))
- Thomas Cook Airlines (Belfast-International, Birmingham, Bristol, Cardiff, East Midlands, Glasgow-International, Leeds/Bradford, London-Gatwick, Manchester, Newcastle) [theo mùa]
- Thomsonfly (Birmingham, Cardiff, Doncaster/Sheffield, East Midlands, Glasgow-International, London-Gatwick, London-Luton, London-Stansted [Starts ngày 6 tháng 5 năm 2009], Manchester, Newcastle)
- White Airways (Lisbon sân bay Portela [bắt đầu ngày 7 tháng 7]
- Wizz Air (Budapest) [bắt đầu ngày 14 tháng 6]
- XL Airways France (Paris-Charles de Gaulle, Lyon) [theo mùa]